# Hadoblothrus gigas
Espèce
Synonymes
- Parablothrus gigas Caporiacco, 1951

Hadoblothrus gigas est une espèce de pseudoscorpions de la famille des Syarinidae.

## Distribution
Cette espèce est endémique des Pouilles en Italie. Elle se rencontre à Castro dans la grotte Abisso di Castro Marino et à Castellana Grotte dans les grottes de Castellana.

## Systématique et taxinomie
Cette espèce a été décrite sous le protonyme Parablothrus gigas par Caporiacco en 1951. Elle est placée dans le genre Hadoblothrus par Beier en 1952.

## Publication originale
- Caporiacco, 1951 : Aracnidi cavernicoli Pugliesi. Memorie di Biogeografica Adriatica, vol. 2, p. 95-101.